# Acronicta pfizenmayeri
Acronicta pfizenmayeri là một loài bướm đêm trong họ Noctuidae.